# Harpalus furtivus
Harpalus furtivus är en skalbaggsart som beskrevs av Leconte. Harpalus furtivus ingår i släktet Harpalus och familjen jordlöpare. Inga underarter finns listade i Catalogue of Life.